# Alexander Kasza
Alexander Kasza, avstro-ogrski (madžarski) podčastnik, vojaški pilot in letalski as, * 1896, Tacskosuthfalva, † februar 1945, Budimpešta.
Feldwebel Kasza je v svoji vojaški službi dosegel 6 zračnih zmag.

## Življenjepis
Med prvo svetovno vojno je bil pripadnik Flik 55J in Flik 11F.
Sprva je bil letalski inštruktor pri LFT. Leta 1917 je bil premeščen k Flik 55J na soško fronto, kjer je dosegel vse svoje zmage.
Pozneje je bil premeščen k Flik 11F, kjer je deloval kot izvidniški pilot.
Kasza in njegova družina so umrli med sovjetskim bombandiranjem Budimpešte.

## Odlikovanja
- srebra medalja za hrabrost (2x)
- Karlov moštveni križec